# Hans Heinrich Eggebrecht

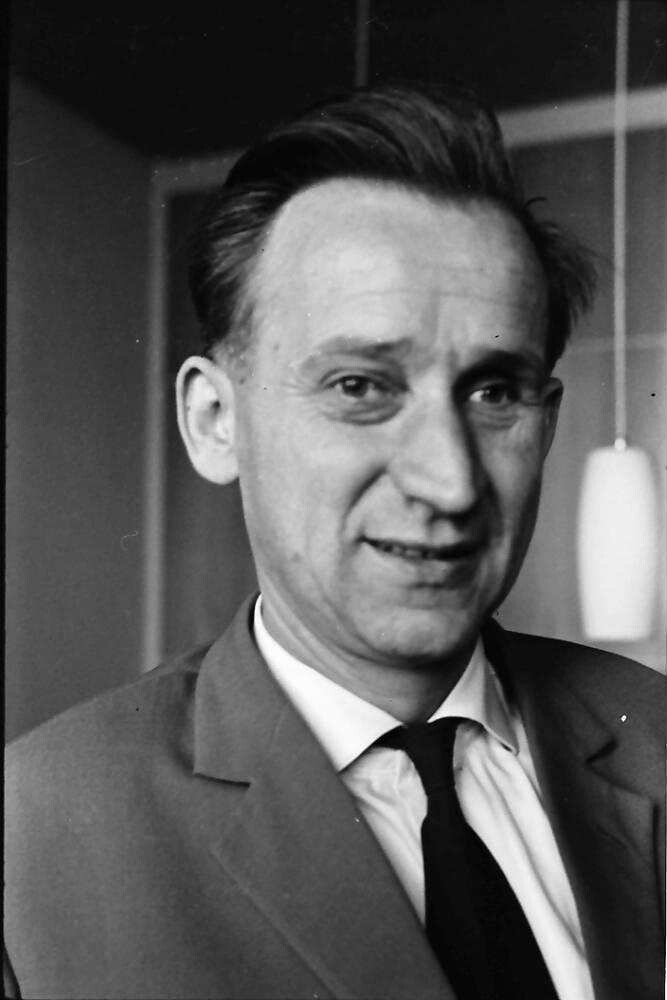
Hans Heinrich Eggebrecht (1961)

Hans Heinrich Eggebrecht (* 5. Januar 1919 in Dresden; † 30. August 1999 in Freiburg im Breisgau) war ein deutscher Musikwissenschaftler. Er war Professor für historische Musikwissenschaft und ab 1961 Lehrstuhlinhaber an der Universität Freiburg.

## Leben
Hans Heinrich Eggebrechts Vater Siegfried Eggebrecht war evangelischer Geistlicher und seit 1929 Superintendent im preußischen Schleusingen. Er sympathisierte früh mit politisch rechts ausgerichteten Bewegungen. 1933 schloss er sich den Deutschen Christen an.

### Werdegang vor dem Zweiten Weltkrieg
Hans Heinrich Eggebrecht war mit Studienbeginn 1937/38 an der Hochschule für Lehrerbildung in Hirschberg Mitglied im Nationalsozialistischen Deutschen Studentenbund (NSDStB) geworden und war zeitweilig als Musikreferent der Hitlerjugend tätig. Mit Kriegsbeginn unterbrach er sein Musikstudium. Nach der militärischen Grundausbildung wurde er im Februar 1940 zur Feldgendarmerie versetzt. Er war nach Claudia Zenck, die den Nachlass im Universitätsarchiv Freiburg auswertete, nur bedingt diensttauglich, nutzte auch in der Ausbildung und danach jede Möglichkeit zum Musizieren und wurde als Fahrer ausgebildet. Aus seinen Briefen geht hervor, dass er ungern Soldat war. 

### Feldzüge als Soldat
Eggebrecht machte zunächst den Westfeldzug mit und war in Besançon stationiert, beschäftigt mit Gefangenentransporten, Streifen- und Meldefahrten. Ab Ende September 1940 war er in Krakau eingesetzt. Im November 1940 erhielt er Urlaub, um ein Semester lang an der Hochschule für Musikerziehung und der Universität Berlin für das Lehramt zu studieren. Nach der Prüfung musste er sich im April 1941 bei der Truppe melden und war in Zagreb und an der rumänischen Grenze stationiert (Balkanfeldzug).
Die Feldgendarmerie-Abteilung 683, 2. Kompanie, 3. Zug, zu der Eggebrecht gehörte, wurde 1941 kurz nach Beginn des deutschen Angriffs auf die Sowjetunion als Teil der 11. Armee bei der Eroberung der Krim eingesetzt. Er diente hauptsächlich als Meldefahrer auf dem Krad. Am 14. November 1941 erreichte die Einheit Simferopol. In Zusammenarbeit mit der SS-Einsatzgruppe D unter Otto Ohlendorf, die personell zu schwach besetzt war, um allein tätig zu werden, wurden Teile der Feldgendarmerie vom 9. bis zum 13. Dezember 1941 zu einem Massaker des SD an „mindestens 5.000 Menschen aus Simferopol“. mit herangezogen. Ob und inwieweit Eggebrecht in die Geschehnisse verwickelt war, ist umstritten. Nach Forschungen Claudia Maurer Zencks war er in diesen Tagen bis Weihnachten vom Dienst befreit, um sich auf die Unteroffiziersprüfung vorzubereiten und wurde auch einen Tag vor Weihnachten zum Unteroffizier befördert; seine Beteiligung sei bisher durch keine Quelle, auch nicht indirekt zu belegen. Nach Angaben des Musikhistorikers Boris von Haken stand Eggebrecht dabei an mindestens einem Tag im sogenannten Spalier, durch das die Opfer unmittelbar vor ihrer Ermordung getrieben wurden; diese Behauptung wurde mittlerweile als unbeweisbar und sogar als unwahrscheinlich zurückgewiesen. Zum Stand der Forschungen von Hakens in der Mitte des Jahres 2013 veröffentlichte Die Zeit einen Artikel. Haken bezieht sich auf sieben Feldpostbriefe von Eggebrecht an Mitglieder der Kameradschaft Johann Sebastian Bach des NSD-Studentenbundes in Berlin insbesondere von 1942/43, die er entdeckte und die nach Haken eine nationalsozialistische Gesinnung zeigen.
Zwei Tage nach dem Fall von Sewastopol trat Eggebrecht im Rundfunk als Pianist auf und spielte Mozart und Beethoven (6. Juli). In der Zeit davor war er auch bei der Bewachung von Kriegsgefangenen eingesetzt, die in großer Zahl bei der Eroberung der Halbinsel Kertsch anfielen. 1942 wurde Eggebrecht in die kämpfende Truppe versetzt zur Panzerjägerabteilung 28, mit der er an der Leningrader Front war. Im Juli 1944 wurde er schwer verwundet. Er erhielt die Ostmedaille (Medaille Winterschlacht im Osten 1941/42, August 1942), das Eiserne Kreuz 1. und 2. Klasse

und erlebte das Kriegsende 1945 schwer verwundet. Eggebrecht verschwieg seine Tätigkeit bei der Feldgendarmerie ab 1945 konsequent und behauptete, er sei den ganzen Krieg hindurch bei den Panzerjägern und dann bei der Infanterie gewesen.

### Werdegang nach dem Zweiten Weltkrieg
Eggebrecht studierte von Herbst 1945 bis 1961 an der Hochschule für Musik in Weimar und der Universität Jena, zudem studierte er in Berlin und München. Seine Lehrer waren Richard Münnich, Hans Joachim Moser und Max Schneider. 1949 wurde er in Halle (Saale) zum Dr. phil. promoviert. Im selben Jahr erhielt er, ohne sich einem Entnazifizierungsverfahren stellen zu müssen, eine Assistentenstelle bei Walther Vetter am Institut für Musikwissenschaft der Berliner Humboldt-Universität. 1951 holte ihn Wilibald Gurlitt, der als „jüdisch Versippter“ 1937 entlassen worden war, an die Universität Freiburg. 1955 habilitierte sich Eggebrecht bei Gurlitt. Anschließend trat er eine Stelle als Privatdozent an der Universität Erlangen an, die er 1956/57 kurzzeitig für eine Lehrstuhlvertretung an der Universität Heidelberg unterbrach, und wurde 1961 außerplanmäßiger Professor in Erlangen. Von 1961 bis zu seiner Emeritierung 1987 war Eggebrecht als Nachfolger Gurlitts ordentlicher Professor für Musikwissenschaft und Direktor des Musikwissenschaftlichen Seminars der Universität Freiburg. Er lebte in Sölden (Schwarzwald).

## Werk
Eggebrecht legte bereits 1955 der Akademie der Wissenschaften und der Literatur in Mainz einen Bericht mit dem Titel Studien zur musikalischen Terminologie vor. Es sollte jedoch bis 1972 dauern, bis dieses Projekt in Freiburg im Breisgau umgesetzt werden konnte und die ersten Lieferungen des Handwörterbuchs der musikalischen Terminologie erschienen. Bis 1999 blieb Eggebrecht der Hauptschriftleiter dieses vorbildlichen terminologischen Lexikons. Hier ist das Bemühen zu erkennen, für die kritische Auseinandersetzung mit vielen problematischen Fällen, mit denen sich die Nachkriegsgeneration der Musikwissenschaftler konfrontiert sah, eine solide Grundlage zu schaffen. Auf diese Weise versuchte Eggebrecht, sich den Zwängen von Traditionen zu entziehen, die, als er heranwuchs, allmählich korrumpiert wurden und sich in der Nazizeit vollends kompromittiert hatten.
Eggebrechts Forschungsschwerpunkte waren die Musik von Heinrich Schütz, Johann Sebastian Bach sowie die protestantische Kirchenmusik allgemein, die Musik der Wiener Klassik, Gustav Mahler sowie die Musik des 20. Jahrhunderts. Seinen Hang zu originellen Themen bekräftigte Eggebrecht, indem er zu Beginn seiner Tätigkeit in Freiburg einen Bereich der Musikwissenschaft in den Mittelpunkt seiner Forschungen rückte, der zu jener Zeit weitgehend unbearbeitet geblieben war, nämlich die Musik des Mittelalters. Damit konnte er sich ein Gebiet erschließen, das ihn von seinen Fachkollegen ebenfalls deutlich abhob. In den 1960er Jahren beaufsichtigte er zudem eine Gruppe von Doktoranden, die mit ihren Dissertationen die Mittelalterforschung jener Jahre entscheidend voranbrachte. Zwar betrachtete er seine Editionen von mittelalterlichen Musiktraktaten lediglich als Befähigungsnachweis gegenüber der „Zunft“, sie setzten aber zusammen mit den Editionen seiner Schüler Maßstäbe für die Erforschung der Musiktheorie des Mittelalters. Einige seiner Schriften verfasste er gemeinsam mit dem Musikwissenschaftler Carl Dahlhaus.
Früh schon suchte Eggebrecht Kontakt zu Kollegen im Ausland. So war die Polin Zofia Lissa häufiger Gast in Freiburg, daneben auch Edith Gerson-Kiwi aus Jerusalem. Peter Gradenwitz, der in den 1930er Jahren aus Freiburg fliehen musste, machte er zum Honorarprofessor. Und bis heute gibt es eine Partnerschaft mit der Universität Brno, die bei ihrer Begründung in den 1960er Jahren, einzigartig war, wurde sie doch mit einer Universität im damals „feindlichen“ sozialistischen Ausland eingegangen. Das ist umso bemerkenswerter, als ihm 1949 von seinem Berliner Professor Ernst Hermann Meyer die Möglichkeit der Habilitation verwehrt wurde, weil er kein Kommunist war
Sein musikästhetischer Ansatz war dem Denken Roman Ingardens verpflichtet. Die Rezeption von Kunstwerken verläuft demnach durch mehrere Schichten der Wahrnehmung, einer Wahrnehmung mit je verschiedenen Qualitäten.
Eggebrechts Buch Zur Geschichte der Beethoven-Rezeption 1972 wurde kritisiert, weil er das Klischee vom Titanen und Kämpfer fortgesetzt habe. 1933 bis 1945 blieb darin ausgespart. 1991 erschien sein Werk Musik im Abendland. Prozesse und Stationen vom Mittelalter bis zur Gegenwart, eine Gesamtdarstellung seiner Lesart der europäischen Musikgeschichte, die er mit methodischen Reflexionen zur Musikgeschichtsschreibung anreicherte.
Anders als viele Musikwissenschaftler suchte Hans Heinrich Eggebrecht bewusst auch den Dialog mit einer Reihe von zeitgenössischen Komponisten. Hier sind unter anderen zu nennen: Wolfgang Rihm, der bei ihm in Freiburg studierte, Karlheinz Stockhausen und Mathias Spahlinger. Davon zeugt die Schrift von 2000:
- Geschichte der Musik als Gegenwart: Hans Heinrich Eggebrecht und Mathias Spahlinger im Gespräch., Musik-Konzepte Sonderband, hrsg. von Heinz-Klaus Metzger und Rainer Riehn, München: edition text + kritik, 2000. ISBN 3-88377-655-6.

Entgegen der Behauptung Volker Hagedorns, „Anders als Dahlhaus blieb[e] Eggebrecht fast unübersetzt, eine deutsche Erscheinung“, erschien 1993 die englische Übersetzung von Eggebrechts Studie über Bachs Kunst der Fuge unter dem Titel J. S. Bach’s “the Art of Fugue”. The Work and Its Interpretation. Im Jahr 2009 veröffentlichte der Verlag Ashgate die englische Übersetzung der Monografie Musik verstehen. Außerdem wurden die beiden Bücher Die Musik Gustav Mahlers und Musik im Abendland ins Italienische und Tschechische übersetzt. Die rhetorische Frage Christoph Kellers von 1997, „ob nach Auschwitz eine Mahler-Kritik wie seine geschrieben werden darf und ob sie einer schreiben darf, der wie er Hitlers Wehrmacht angehörte“, lässt sich mit guten Gründen kritisieren.

## Schüler
Zu seinen Schülern gehören Peter Andraschke, Christoph von Blumröder, Werner Breig, Reinhold Brinkmann, Elmar Budde, Fritz Reckow, Albrecht Riethmüller, Wolfgang Rihm, Enjott Schneider, Wolfram Steinbeck und Michael Wittmann.

## Mitgliedschaften
- 1938: Mitglied im Nationalsozialistischen Deutschen Studentenbund
- 1965: ordentliches Mitglied der Akademie der Wissenschaften und der Literatur in Mainz
- 1984: korrespondierendes Mitglied der Österreichischen Akademie der Wissenschaften

## Ehrungen
Hans Heinrich Eggebrecht war Ehrendoktor der Universität Bologna und der Universität Brünn.

## Veröffentlichungen
- Studien zur musikalischen Terminologie (= Abhandlungen der geistes- und sozialwissenschaftlichen Klasse der Akademie der Wissenschaften und der Literatur in Mainz. Jahrgang 1955, Nr. 10); 2. Auflage 1968.
- Ars Musica. Musikanschauung des Mittelalters und ihre Nachwirkungen in: Die Sammlung. Zeitschrift für Kultur und Erziehung, 1. Jahrgang, 6. Heft, Vandenhoeck & Ruprecht, Göttingen 1957.
- Heinrich Schütz – Musicus poeticus. 1959; 2. Auflage 1984.
- als Hrsg. mit Willibald Gurlitt: Riemanns Musiklexikon, in 3 Bänden. Verlag Schott & Söhne, 1959, 1961, 12. Auflage 1967.
- als Hrsg.: Archiv für Musikwissenschaft. 1962 ff.
- als Hrsg.: Archiv für Musikwissenschaft. Beihefte, 1966 ff.
- als Hrsg.: Schriftenreihe Walcker-Stiftung für Orgelwissenschaftliche Forschung. 1967 ff.
- Die Orgelbewegung. Musikwissenschaftliche Verlagsgesellschaft, 1967.
- mit Frieder Zaminer:  Ad organum faciendum. Lehrschriften der Mehrstimmigkeit in nachguidonischer Zeit. Verlag Schott & Söhne, 1969.
- Schütz und Gottesdienst. 1969.
- als Hrsg.: Freiburger Schriften zur Musikwissenschaft. 1970 ff.
- Zur Geschichte der Beethoven-Rezeption. 1972.
- Handwörterbuch der musikalischen Terminologie. 1972 ff.
- Zur Terminologie der Musik des 20.Jahrhunderts. Zweites Kolloquium der Walcker-Stiftung März 1972. Musikwissenschaftliche Verlagsgesellschaften, 1972.
- Versuch über die Wiener Klassik. 1972.
- Zur Geschichte der Beethoven-Rezeption. 1972.
- Musikalisches Denken. 1977.
- als Hrsg. mit Carl Dahlhaus: Brockhaus Riemann Musiklexikon. 1978/1979.
- Sinn und Gehalt. 1979.
- als Hrsg.: Meyers Taschenlexikon Musik. 3 Bände. 1984.
- Musik im Abendland: Prozesse und Stationen vom Mittelalter bis zur Gegenwart. Piper Verlag, 1991.
- Die Musik Gustav Mahlers. Piper Verlag, 1982; Neuauflage 1991.
- Bach – Wer ist das? Zum Verständnis der Musik Johann Sebastian Bachs. Verlag Piper/Schott, 1994.
- Bachs Kunst der Fuge. Erscheinung und Deutung (= Taschenbücher zur Musikwissenschaft. Band  127). 1984; 2. Auflage 1985; 4. Auflage. Verlag Florian Noetzel, Wilhelmshaven 1998, ISBN 3-7959-0725-X.
- Geschichte der Musik als Gegenwart. Hans Heinrich Eggebrecht und Mathias Spahlinger im Gespräch. Verlag Edition text & Kritik, 2000.
- Sinn von Musikwissenschaft. In: AfMw. Band 57, 2000, S. 3–8.